# Minnie (cantora tailandesa)
Nicha Yontararak (em tailandês: ณิชา ยนตรรักษ์; romaniz.: Nicha Yontararak; nascida em Bangkok, 23 de outubro de 1997), mais conhecida pelo seu nome artístico Minnie (em tailandês: มินนี่; romaniz.: Minniem coreano: 민니; romaniz.: Minni) é uma cantora, compositora, produtora, dançarina e atriz tailandesa residente na Coreia do Sul. Ela é a vocalista principal do girl group sul-coreano (G)I-DLE, que estreou em 2 de maio de 2018 pela Cube Entertainment.

## Vida e carreira

### 1997–2017: Juventude e pré-estreia
Minnie nasceu em 23 de outubro de 1997 , em Bangkok, Tailândia. Ela tem irmãos gêmeos mais velhos.  Ela nasceu em uma família musical, com sua mãe, tia e tio tocando piano. Minnie toca piano desde os cinco anos e tem aulas de canto desde os sete. Sua mãe foi sua principal influência para amar a música. Ela sempre observou sua mãe tocando piano e aprendeu a tocá-lo com ela. Minnie frequentou a Wattana Wittaya Academy e estudou música no Grammy Vocal Studio na Tailândia.  Ela era a líder de torcida, baterista, atriz em uma peça de teatro e muito mais em sua escola. Ela também estudou chinês por quatro anos. Em setembro de 2014, ela participou do Cube Star World Audition na Tailândia e veio para a Coreia do Sul em 2015. 
Em 23 de março de 2016, Minnie foi revelada ao público por meio do Instagram oficial trainee da Cube. Em 5 de novembro, ela foi apresentada no palco de performance de Jeon So-yeon no show "Unpretty Rapstar 3".  Em junho de 2017, ela participou de um vídeo promocional da Rising Star Cosmetics junto com Song Yuqi e Shuhua, futuros membros do (G)I-dle. No mesmo ano, Minnie teve a oportunidade de participar de "Twinkle Twinkle Little Star " do Line Friends e de seis músicas em Dance Party! – Children's English Songs.

### 2018–2019: Debut com (G)I-dle e colaborações
Em 2 de maio de 2018, Minnie estreou com (G)I-dle com seu mini-álbum I Am e a música-título "Latata". Ela recebeu críticas positivas por ter uma voz única, atraente e suave.
Em seu segundo álbum, I Made, Minnie participou da composição, letras e arranjou "Blow Your Mind", que foi lançado pela primeira vez através de "To Neverland".  Um videoclipe auto-dirigido foi lançado.  Minnie confessou que compõe músicas no piano e está fazendo aulas de MIDI para melhorar a composição.  Ela foi creditada na composição de "For You" para o álbum de debut japonês do (G)I-dle, "Latata".  Em outubro de 2019, (G)I-dle participou no Queendom da Mnet. Na primeira fase preliminar, os espectadores ficaram maravilhados com o encantamento da introdução tailandesa de Minnie para "Latata", e foi bem recebida pelos telespectadores da Coréia do Sul e da Tailândia.  No terceiro estágio da unit de pré-concurso, Minnie representa o membro vocal do (G)I-dle. Ela dividiu o palco com Hyejeong da AOA apresentando "Instagram" do cantor Dean.  A etapa foi eleita a etapa unitária mais esperada pelos competidores.  Além disso, a música reentrou nas paradas musicais e cresceu popularidade entre o público em geral devido à sua performance.  Em 15 de outubro, foi anunciado que Minnie se juntou a Wengie, uma youtuber e cantora china-australiana para uma canção de colaboração "Empire" em 18 de outubro. "Empire" estreou no número #22 na Billboard World Digital Songs.

### 2020 – presente: Estreia como atriz e atividades solo
Em 2020, Minnie participou da escrita e composição de "I'm the Trend" e "Tung-Tung (Empty)" ao lado de FCM Houdini. "I'm the Trend" é uma música dedicada a Neverland, e foi revelada durante o primeiro show online de seu grupo "I-Land: Who Am I", em 5 de julho de 2020. "Tung-Tung (Empty)" é uma música emocionante que expressa a sensação de um coração cansado que antes estava cheio, mas ficou vazio. Pelas palavras de Minnie, "Espero que muitas pessoas simpatizem com essa música porque ela transmite solidão."  A música foi lançada para o segundo extended play japonês de (G)I-dle, "Oh My God".
Em setembro, Minnie fez sua estréia como atriz em uma sitcom da Netflix, "So Not Worth It", ao lado de Park Se-wan, Shin Hyun Seung, Youngjae do GOT7 e Han Hyun-min.  O show é centrado em estudantes multinacionais vivendo suas vidas juntos em um dormitório em Seul. Minnie interpreta Minnie, uma garota tailandesa que tem fantasias sobre dramas coreanos.
Em outubro, Minnie cantou "Getaway" como parte da trilha sonora de My Dangerous Wife e  "We Already Fell In Love" junto com Miyeon como parte da trilha sonora de Do Do Sol Sol La La Sol.  Em 6 de outubro, Glance TV apresentou seu novo programa de moda Minnie Soojin's i'M THE TREND (민니 수진 의 I'M THE TREND) e juntou Minnie e Soojin.  A dupla terá uma batalha de estilo todas as vezes pelo título de 'Trend Center', que é uma combinação de um criador de tendências e um centro de ídolos. Além disso, a dupla vai revelar seus segredos de estilo, vários looks, dicas de compras e o vídeo pictórico 'Fashion Film'. O programa estreou em 14 de outubro através da Naver Style TV. Em 22 de novembro, Minnie apareceu no Play Seoul, um programa produzido pela Seoul Tourism Foundation e KBS onde K-stars influentes podem compartilhar com fãs globais suas experiências em Seul em tempo real. O programa visa promover o turismo seguro pós-COVID19 em Seul. Minnie ao lado de Yuqi apresentou os caminhos da moda em Seul visitando Euljiro e Itaewon para seus cafés e restaurantes.
Em 2021, Minnie co-compôs "Moon" e "Dahlia", que foi lançado em 11 de janeiro para a quarta extended play de seu grupo, I Burn.

## Vida pessoal
Minnie é multilíngue. Ela fala vários idiomas, incluindo tailandês, inglês, coreano, japonês e mandarim.

## Arte

### Estilo musical
O jornalista Jake Lau, do South China Morning Post, observou que Minnie tem uma voz versátil: "ela canta com uma voz suave e sussurrada ao executar canções mais emotivas e interpretações acústicas [...] Mas em canções mais poderosas como Lion, Minnie pode emitir as notas agudas poderosas". Além de sua voz, ela também é conhecida por seus olhos marcantes e olhar forte que é destaque em muitos dos videoclipes de (G)I-dle.

### Influências
Ela cita Super Junior cujas músicas ela sempre cantou enquanto crescia que a levaram ao K-Pop, bem como o cantor Troye Sivan como uma de suas inspirações e esperanças de uma colaboração algum dia. 

### Composição
Em entrevista à HelloAsia, ela revelou que se inspira em sua própria história ou de histórias ou filmes de outras pessoas.

## Discografia

### Singles
| Título                                                                                | Ano                      | Melhores posições nas paradas | Melhores posições nas paradas | Melhores posições nas paradas | Vendas                   | Álbum                                   |
| Título                                                                                | Ano                      | KOR                           | KOR Hot                       | US World                      | Vendas                   | Álbum                                   |
| Como artista em destaque                                                              | Como artista em destaque | Como artista em destaque      | Como artista em destaque      | Como artista em destaque      | Como artista em destaque | Como artista em destaque                |
| ------------------------------------------------------------------------------------- | ------------------------ | ----------------------------- | ----------------------------- | ----------------------------- | ------------------------ | --------------------------------------- |
| "Hot Summer" (Line Friends feat. Minnie)                                              | 2017                     | —                             | —                             | —                             | —                        | Dance Party! – Children's English Songs |
| "Morning Sunrise" (LINE FRIENDS feat. Minnie)                                         | 2017                     | —                             | —                             | —                             | —                        | Dance Party! – Children's English Songs |
| "Dinosaur Song (Herbivore Ver.)" (LINE FRIENDS feat. Minnie)                          | 2017                     | —                             | —                             | —                             | —                        | Dance Party! – Children's English Songs |
| "The Brush Brush Song" (LINE FRIENDS feat. Minnie)                                    | 2017                     | —                             | —                             | —                             | —                        | Dance Party! – Children's English Songs |
| "Oats, Peas, Beans and Barley Grow" (LINE FRIENDS feat. Minnie)                       | 2017                     | —                             | —                             | —                             | —                        | Dance Party! – Children's English Songs |
| "Clap Concert" (LINE FRIENDS feat. Minnie)                                            | 2017                     | —                             | —                             | —                             | —                        | Dance Party! – Children's English Songs |
| "Empire" (Wengie feat. Minnie)                                                        | 2019                     | —                             | —                             | 22                            | —                        | EMPIRE                                  |
| Apresentações na trilha sonora                                                        |                          |                               |                               |                               |                          |                                         |
| "Getaway"                                                                             | 2020                     | —                             | —                             | —                             | —                        | My Dangerous Wife OST                   |
| "We Already Fell In Love" com Miyeon                                                  | 2020                     | —                             | —                             | —                             | —                        | Do Do Sol Sol La La Sol OST             |
| "—" denota itens que não figuraram no gráfico ou não foram divulgados naquela região. |                          |                               |                               |                               |                          |                                         |

### Videoclipes
| Ano  | Vídeo de música       | Álbum  | Diretor(es)             | Ref.   |
| ---- | --------------------- | ------ | ----------------------- | ------ |
| 2019 | "Empire" (Com Wengie) | Empire | Choi Hyo-bin (GRAVITAS) | [ 47 ] |

## Filmografia

### Shows de televisão
| Ano  | Título          | Função | Rede    | Notas  | Ref.   |
| ---- | --------------- | ------ | ------- | ------ | ------ |
| 2021 | So Not Worth It | Minnie | Netflix | Sitcom | [ 34 ] |

### Programas de variedades
| Ano  | Título                        | Rede                      | Notas                                    | Ref.   |
| ---- | ----------------------------- | ------------------------- | ---------------------------------------- | ------ |
| 2019 | Five Actors                   | MBN                       | Membro do elenco                         | [ 48 ] |
| 2020 | Minnie Soojin's i'M THE TREND | Glance TV, Naver Style TV | Membro do elenco com Soojin              | [ 40 ] |
| 2020 | Play Seoul                    | KBS                       | Guia turístico com Yuqi, Hip Street Tour | [ 41 ] |

## Créditos de composição
Todos os créditos das músicas são adaptados do banco de dados da "Korea Music Copyright Association", a menos que indicado de outra forma. 
| Ano  | Álbum                                 | Canção               | Letra da música | Letra da música                                  | Música    | Música                 | Arranjo   | Arranjo            |
| Ano  | Álbum                                 | Canção               | Creditada       | Com                                              | Creditada | Com                    | Creditada | Com                |
| ---- | ------------------------------------- | -------------------- | --------------- | ------------------------------------------------ | --------- | ---------------------- | --------- | ------------------ |
| 2019 | I Made                                | "Blow Your Mind"     | Sim             | FlowBlow, Soyeon                                 | Sim       | Big Sancho             | Sim       | Big Sancho         |
| 2019 | Latata                                | "For You"            | Sim             | FCMHoudini, Soyeon, Eri Osanai (Japanese Lyrics) | Sim       | FCMHoudini             | Sim       | FCMHoudini         |
| 2019 | Empire                                | "Empire" with Wengie | Sim             | 72, Melanie Fontana, Michel Schulz, Wendy Huang  | Não       | –                      | Não       | –                  |
| 2020 | Two Yoo Project Sugar Man 3 Episode 8 | "Show"               | Não             | –                                                | Não       | –                      | Sim       | Breadbeat (TENTEN) |
| 2020 | Dumdi Dumdi                           | "I'm the Trend"      | Sim             | Yuqi, Soyeon, FCMHoudini                         | Sim       | FCMHoudini, Yuqi, Yuto | Não       | –                  |
| 2020 | Oh My God                             | "Tung-Tung (Empty)"  | Sim             | FCMHoudini, Soyeon                               | Sim       | FCMHoudini             | Sim       | FCMHoudini         |
| 2021 | I Burn                                | "Moon"               | Não             | –                                                | Sim       | FCMHoudini, 667        | Sim       | FCMHoudini         |
| 2021 | I Burn                                | "Dahlia"             | Sim             | Breadbeat, Soyeon                                | Sim       | Breadbeat              | Não       | –                  |

### Outros
| Ano  | Canção          | Álbum          | Artista  | Notas   |
| ---- | --------------- | -------------- | -------- | ------- |
| 2018 | "Hann (Alone)"  | Digital single | (G)I-dle | Whistle |
| 2020 | "I'm the Trend" | Dumdi Dumdi    | (G)I-dle | Refrão  |
| 2020 | "Dumdi Dumdi"   | Dumdi Dumdi    | (G)I-dle | Whistle |